# Granik Summana
Granik Summana (Epinephelus summana) – gatunek ryby promieniopłetwej z rodziny strzępielowatych (Serranidae), żyjącej w wodach Morza Czerwonego na głębokościach 1–20 m. Osiąga do 52 cm długości, żyje na rafach koralowych i w ich okolicach.